# Jüdischer Friedhof (Bremervörde)

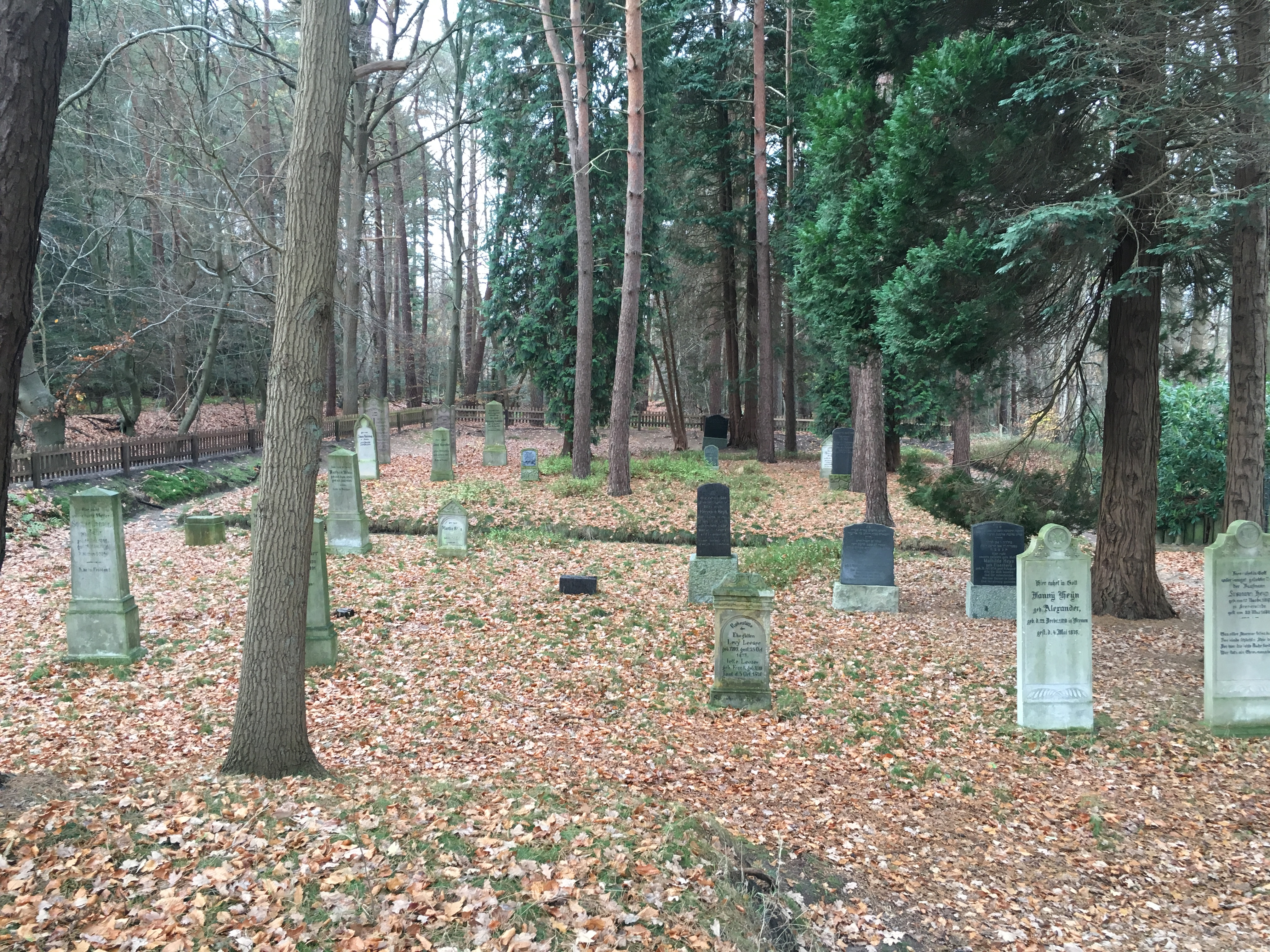
Der Jüdische Friedhof

Der Jüdische Friedhof Bremervörde ist ein Jüdischer Friedhof in Bremervörde (Landkreis Rotenburg (Wümme), Niedersachsen). Er ist ein geschütztes Kulturdenkmal.

## Beschreibung
Auf dem 998 m² großen Friedhof, der im Bereich „Höhne“ liegt, befinden sich 30 Grabsteine für Juden aus Bremervörde und Umgebung, die in den Jahren 1767 bis 1934 verstorben sind.

## Geschichte
Aufgrund eines Gesuchs aus dem Jahr 1767 wurde auf einem Weide- und Hudegrundstück, das die Fleckensgemeinde zur Verfügung stellte, ein Friedhof angelegt. Während des Zweiten Weltkrieges blieb der Friedhof unbeschädigt. Heute kümmert sich die Stadt Bremervörde um die Pflege des Friedhofs, der sich seit 1960 im Besitz des Landesverbandes der Jüdischen Gemeinden von Niedersachsen befindet.